# Jericho Beach
Pour les articles homonymes, voir Jéricho (homonymie).
Jericho Beach est une plage du quartier de Kitsilano, à Vancouver, au Canada.